# Isoda Koryūsai
Isoda Koryūsai (礒田湖龍斎?) (1735-1790) fue un pintor japonés, especializado en el género ukiyo-e. 

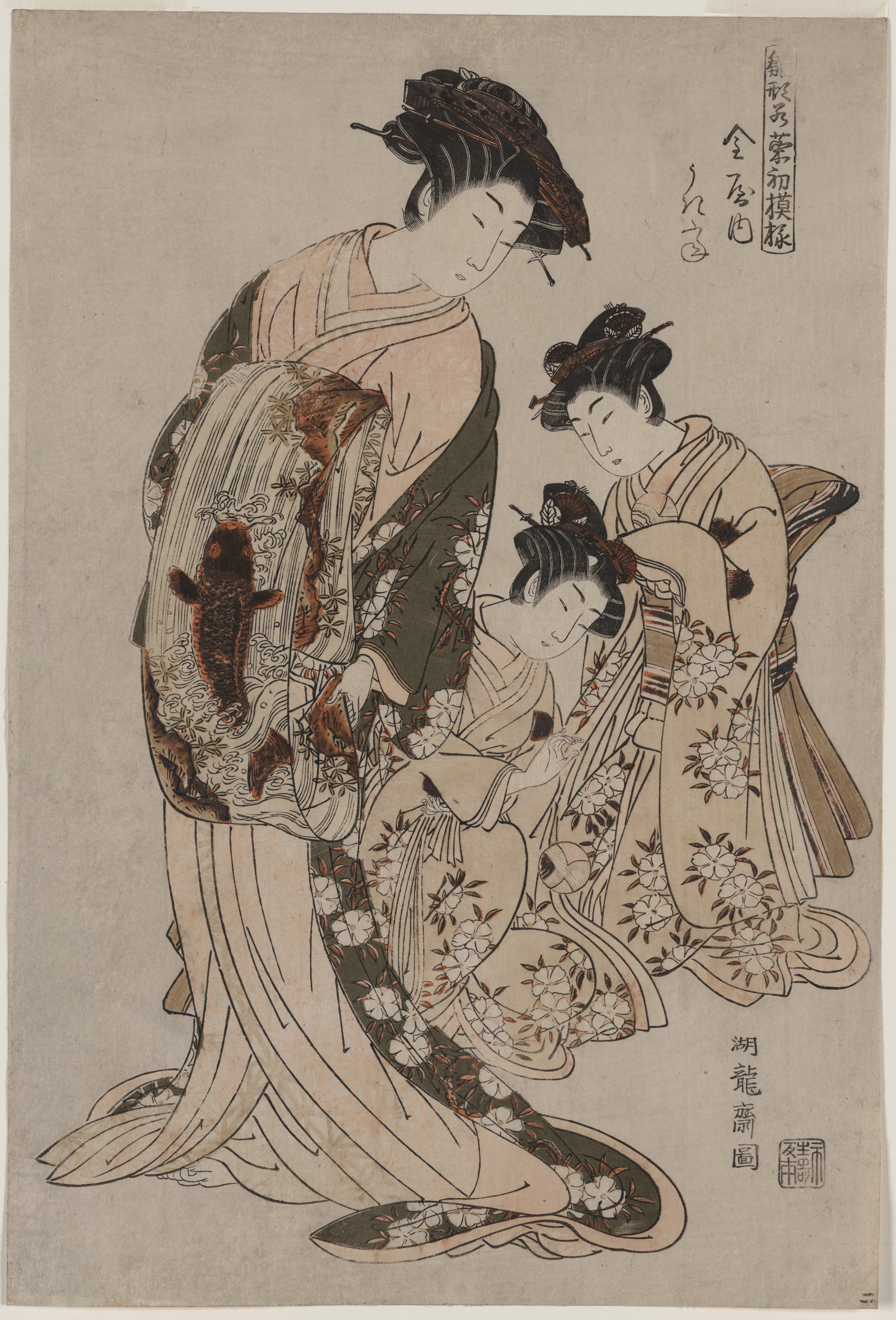
Hinagata wakana no hatsu moyo.

En su juventud fue un samurai al servicio del señor feudal de Tsuchiya. A la muerte del daimyō, se trasladó a Edo y se dedicó a la pintura. Fue quizá discípulo de Nishimura Shigenaga. En sus inicios como pintor llevó el nombre de Haruhiro, adoptando el de Koryūsai en 1771. Se inició en el género de «mujeres hermosas» (bijin-ga), con fuerte influencia de Suzuki Harunobu. Más tarde encontró un estilo propio, en grabados tamaño ōban (un tipo de grabado de formato vertical), representando a damas y cortesanas de un tipo realista y eminentemente urbano, destacando la figura humana sobre un fondo desdibujado, con gran precisión en los detalles, sobre todo en los peinados y los ropajes. También cultivó el género yakusha-e, de actores de teatro kabuki, así como imágenes de pájaros y algunas estampas eróticas (shunga). En 1780 se le concedió el título de Hōkkyō, reservado a los artistas y sabios.